# Sommesnil
Sommesnil település Franciaországban, Seine-Maritime megyében. Lakosainak száma 112 fő (2022. január 1.). Sommesnil Cleuville, Le Hanouard, Héricourt-en-Caux, Oherville és Robertot községekkel határos.

## Népesség
A település népessége az elmúlt években az alábbi módon változott:
| Lakosok száma | 96   | 94   | 100  | 103  | 107  | 111  | 113  | 115  | 112  |
|               | 2013 | 2015 | 2016 | 2017 | 2018 | 2019 | 2020 | 2021 | 2022 |